# The Real Thing (canción)
«The Real Thing» —en español: «La cosa verdadera»— es una canción compuesta por Srđan Sekulović, Skansi Maro y Market Luka Vojvodić, e interpretada en inglés por la banda Highway. Se lanzó como descarga digital el 8 de abril de 2016 mediante Universal Music Denmark. Fue elegida para representar a Montenegro en el Festival de la Canción de Eurovisión de 2016 mediante una elección interna.
El videoclip de la canción se grabó en febrero de 2015 en el Studio Depo, y fue dirigido por Julian Wood.

## Festival de Eurovisión

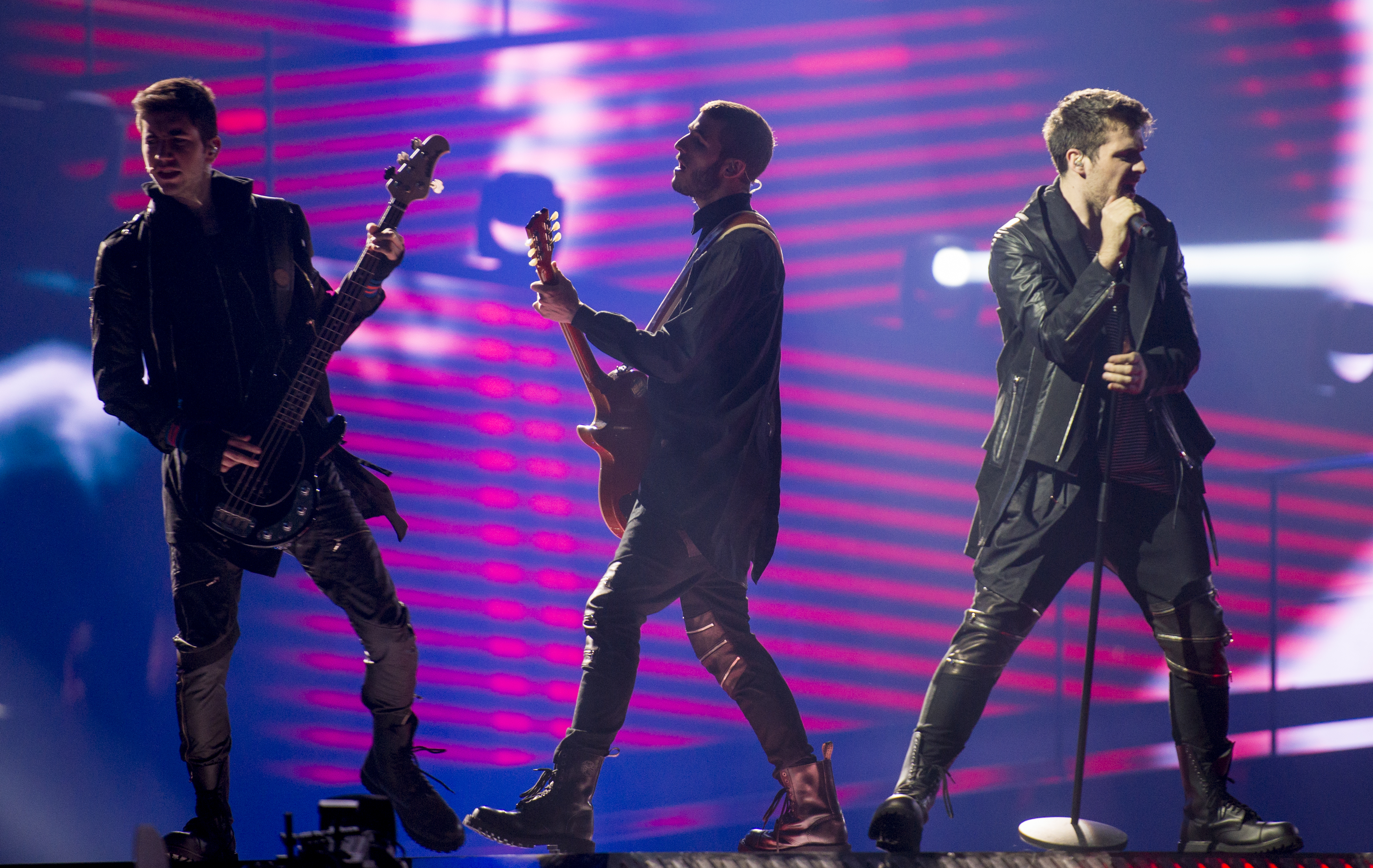
Highway interpretando la canción en un ensayo antes de la primera semifinal del Festival de la Canción de Eurovisión 2016.

### Elección interna
El 2 de octubre de 2015, la Radio y televisión de Montenegro (RTCG) anunció que la banda Highway representaría a Montenegro en el Festival de la Canción de Eurovisión de 2016. En el momento de la selección, la banda era un trío formado por el cantante principal Petar Tošić y los guitarristas y vocalistas de fondo Marko Pešić y Luka Vojvodić. Highway ganó notabilidad en el país por su participación en la segunda temporada de la competición X Factor Adria, donde quedaron en cuarta posición. La selección de la banda como los representantes montenegrinos en el festival fue tomada por un jurado formado por Dragan Tripković (letrista), Nada Vučinić (editora musical de Radio Montenegro), Slaven Knezović (editor musical de TVCG) y Milorad Šule Jovović (músico de jazz). El 16 de diciembre de 2015, la banda anunció que un cuarto miembro se había unido al grupo: el tecladista y vocalista Bojan Jovović. Jovović había representado a Serbia y Montenegro en 2005 como parte de la banda No Name, que quedó en séptimo lugar en el festival con la canción «Zauvijek moja»
La canción que interpretaría Highway, «The real thing», se presentó durante un especial de televisión llamado U susret Eurosongu el 4 de marzo de 2016, que tuvo lugar en el Hotel Splendid en Bečići y fue presentado por Tijana Mišković y Ivan Maksimović. El programa fue emitido en TVG 1  y 1TVCG SAT además de ser emitido en línea mediante la web de la emisora, rtcg.me, y la web oficial del Festival de la Canción de Eurovisión, eurovision.tv. Además de presentar a la canción, el programa contó con interpretaciones de invitados del representante de Montenegro en el Festival de la Canción de Eurovisión 2015, Knez, y los representantes de Bosnia y Herzegovina en el Festival de la Canción de Eurovisión 2016 Dalal, Deen, Ana Rucner y Jala. Anteriormente, a finales de diciembre de 2015, Highway fue entrevistado en el programa de RTV Atlas Kod Mila presentado por Milo Radonjić, donde la banda confirmó que la canción sería interpretada en inglés y que estaban trabajando con el productor croata Srđan Sekulović Skansi para prepararla. La banda grabó el videoclip para la canción en febrero de 2016 en el Studio Depo en Belgrado, y fue dirigido por Julian Wood.

### Festival de la Canción de Eurovisión 2016
Esta canción fue la representación montenegrina en el Festival de la Canción de Eurovisión 2016.
El 25 de diciembre de 2016, se organizó un sorteo de asignación en el que se colocaba a cada país en una de las dos semifinales, además de decidir en qué mitad del certamen actuarían.
Así, la canción fue interpretada en décimo lugar durante la primera semifinal, celebrada el 10 de mayo de ese año, precedida por Azerbaiyán con Samra Rahimli interpretando «Miracle» y seguida por Islandia con Gréta Salóme interpretando «Hear them calling». Durante la emisión del certamen, la canción no fue anunciada entre los diez temas elegidos para pasar a la final y por lo tanto no cualificó para competir en esta. Más tarde se reveló que Montenegro había quedado en 13.er puesto de los 18 países participantes de la semifinal con 60 puntos.